# 金馬倫

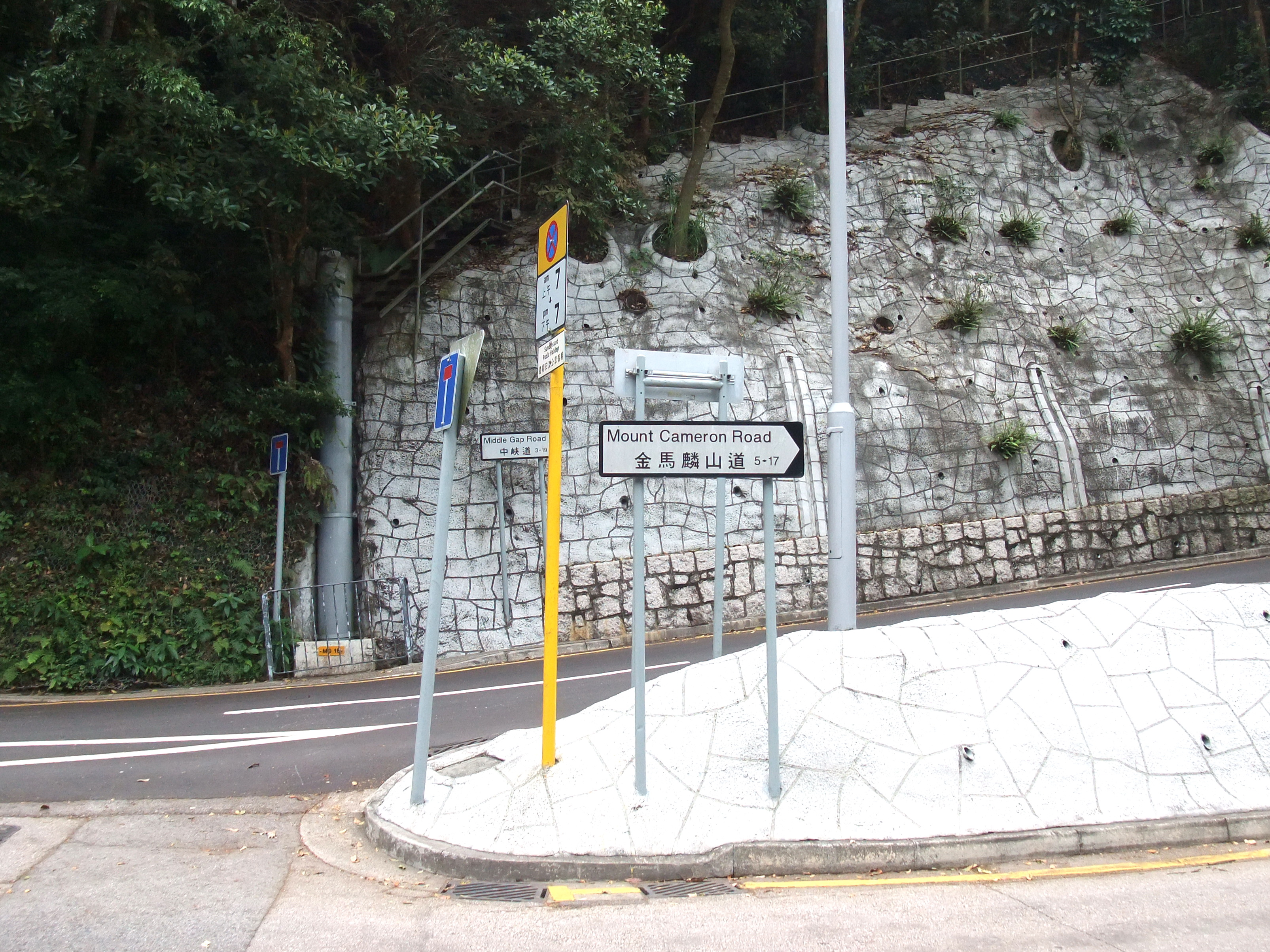
金馬倫山道

金馬倫爵士，KCB，VD（Sir William Gordon Cameron，1827年10月16日—1913年3月2日），英國軍人，1884年出任駐中國、香港及海峽殖民地英軍司令（Commander of British Troops in China, Hong Kong and the Straits Settlements）。1884年10月平息了香港因中法戰爭引發的罷工。
1887年4月至1887年10月出任署理香港總督。1891年1月至1892年12月，及1894年5月至7月出任開普殖民地署理總督。1895年退休。
金馬倫爵士為英國外交、聯邦及發展事務大臣的前英國首相大衛·金馬倫的親戚。金馬倫少將為他的堂曾曾叔父。
香港的金馬倫道、金馬倫里、金馬倫山道，以及馬來西亞的金馬倫高原都是以他命名。